# Morgenblätter
Morgenblätter (Journaux du matin) est une valse de Johann Strauss II (op. 279). L'œuvre est composée en 1863 et créée le 12 janvier 1864, sous la direction du compositeur, à l'occasion d'un bal à la Sofien-Bad Saal à Vienne.

## Histoire
La valse est écrite par le compositeur pour l'association de journalistes et d'écrivains Concordia (aujourd'hui Presseclub Concordia) à laquelle elle est dédiée. Au même moment, Jacques Offenbach, qui se trouve également à Vienne, présente une nouvelle valse, encore sans nom. Apparemment, pour suggérer une rivalité entre Strauss et Offenbach, la Concordia donne à la valse de Strauss le titre Morgenblätter (journaux du matin) et à l'œuvre d'Offenbach Abendblätter (journaux du soir). Les deux valses sont interprétées par Strauss au bal de Concordia le 12 janvier, en l'absence d'Offenbach, et sont bien accueillies par le public. Cependant, Abendblätter d'Offenbach garde les faveurs du public, tandis que la valse de Strauss s'installe dans les programmes de concert. 

## Durée
Sa durée d'exécution est d'environ 10 à 11 minutes, selon l'interprétation musicale du chef d'orchestre. 

## Postérité
- Des parties de la valse sont utilisées dans l'opérette Wiener Blut d'Adolf Müller, basée sur des motifs de Strauss.
- La pièce est jouée lors du célèbre concert du nouvel an à Vienne : en 1940 (Clement Kraus) ; 1959 (Willi Boskovsky) ; 1967 (Willi Boskovsky) ; 1980 (Lorin Maazel) ; 1995 (Zubin Mehta) ; 2001 (Nikolaus Harnoncourt) ; 2010 (Georges Prêtre) ; 2022 (Daniel Barenboim).